# Phalaenoides ephyra
Phalaenoides ephyra là một loài bướm đêm trong họ Noctuidae.